# Fossmo
Fossmo är en tidigare tätort i Storfjords kommun i Troms fylke i östra Norge. Orten ligger vid Europaväg 6, där denna korsar Skibotnelva, söder om tätorten Skibotn.